# ビザンティン・ハーモニー
ビザンティン・ハーモニー（ビザンチン・ハーモニー、シンフォニア、ロシア語: Симфония, 英語: Byzantine harmony, or Symphonia）とは、国家と教会の関係のあり方を指す、正教会における神学・政治学上の基本的概念。国家と教会の両者を対立関係（いずれかが上位であるか、両者が同等なものであるかを問わない）にあるものとしてではなく、互いに立場を尊重・理解して支え合い、この世を来世の写しとするために共に歩むものとして位置づける。
正教会において西方教会と異なる教会伝統、神学理解、歴史的経緯を経て形成された。西方教会において問題となる皇帝教皇主義、教皇皇帝主義、政教分離とは異なる概念。
東ローマ帝国（ビザンティン帝国）の政体につき皇帝教皇主義との説明がなされる事があるが、これは西欧からの視点で後世に作られた術語である。正教会側は東ローマ帝国における政治理念につき、ビザンティン・ハーモニーとして理解する。

## 語彙
東西分裂前のローマ帝国に始まり、特に東ローマ帝国でこうした概念が見出されるため、東ローマ帝国の後世の別名である「ビザンティン」の名を冠した「ビザンティン・ハーモニー」の名が日本では比較的一般的である。他言語でも同様の表記が用いられる。
一方、他言語では「ハーモニー」（ギリシア語: ‛αρμονία、古典ギリシャ語再建音：「ハルモニア」、現代ギリシャ語転写：「アルモニア」）の語彙を用いずに「シンフォニア」（ギリシア語: συμφωνία, ロシア語: Симфония, 英語: Symphonia）「ビザンティン・シンフォニア」（英語: Byzantine Symphonia）と表記される事も多い。

## 基本理念

### 聖書上の根拠
ビザンティン・ハーモニーの基礎と根拠は、「皇帝のものは皇帝に、神のものは神のものに返すべし」としたイイスス・ハリストス（イエス・キリスト）の言葉にあるとされる（マタイ22:21、マルコ12:17、ルカ20:25）。このハリストス（キリスト）の言葉には、正教会において、この世のものをこの世のものとして受け入れるべきこと、神のものは神のものとして返しクリスチャンが仕えるべきはただ神のみであることが示されているとされる。

### 西方教会の政教分離に対する正教側の理解の一例
この節では、正教会のビザンティン・ハーモニーに対置される、西方教会における政教分離原則の成立に至る過程に対する、主要参考文献に記された正教会側の理解の一例につき述べる。
中世西ヨーロッパのキリスト教（西方教会）は、全的堕落説をとる。堕落した俗と、聖とを、二分化する発想が底流にある。こうした基本的発想から西方教会は、国家を俗とし教会を聖として、両者を対立概念上で捉えていた。
また、西ローマ帝国が崩壊して以降、各地で形成過渡期にあった国家機構と、ローマ教皇を中心とする教会の対抗する力関係が問題になった。
こうしたことから、皇帝教皇主義・教皇皇帝主義といった、国家と教会のいずれかを優越させる問題が、俗と聖の二元論的解釈を背景として出現してきたと正教会からは理解される。正教会の理解では「皇帝教皇主義」の概念は東ローマ帝国の特徴ではなく、むしろ西方教会の発想の産物であるとされる。
このような力関係の問題を解決するために、近代西ヨーロッパでは政教分離が採られるようになった。

### 正教会のビザンティン・ハーモニー
正教会は西方教会と異なり全的堕落説を否定し、聖と俗を二元的に対立させない。
聖と俗の隔たりはイイスス・ハリストス（イエス・キリスト）によって取り払われたとし、聖と俗の両者につき区別はしつつも、「聖により回復せらるべき俗」「聖を回復すべき俗」という、最終的には一元に復帰する調和の関係として捉えている。堕落した人間も世も俗悪として切り捨てるのではなく、その中に浸透して変容を試みるというのが正教の姿勢であるとされる。
また、正教会を奉じる東ローマ帝国では、国家と教会の厳しい対立関係を西方教会ほどには歴史的に経験して来なかった。
かかる伝統的理解と歴史的経緯から、正教会は国家と教会を敵対・断絶・競合するような対立関係として捉えず、国家（皇帝）と教会（総主教）が互いの立場を尊重し理解して、この世を来世の写しとする共通目標に向かって共に歩むものとしてきた。この理念をビザンティン・ハーモニーと呼ぶ。なお、皇帝と総主教の両方を兼任した人物はおらず、ビザンティン・ハーモニーは国家と教会が完全に一元化されるようなものではない。
皇帝は神に祝福された王として帝国の「体」を、総主教は神に祝福された司祭として帝国の「心」をケアするものとして位置づけられる。正教では、体を俗で駄目なもの、心を聖で良いものとするような二元論をとらず、心と体は分かち難いものとすることから、体と心を対立関係には置かない。従って帝国の「体」と「心」のそれぞれをケアする皇帝と総主教も、対立関係には置かれない。

## 歴史的経緯
正教会の広がる地域・時代は東ローマ帝国・ロシアに限定されず、グルジアや、オスマン帝国時代およびその崩壊後のバルカン半島諸国（ブルガリア正教会、セルビア正教会、ルーマニア正教会、アルバニア正教会などがある）、ギリシャ（ギリシャ正教会）でも正教は優勢であり、さらに世界各地に正教は宣教されて教会が設立されているため（フィンランド正教会は国民総数からみて少数派ではあるもののフィンランドで国教、日本にも日本正教会がある）、ビザンティン・ハーモニーの概念が国家と教会の間において問題になる場面は多岐に亘るが、本項では国家と教会の規模が大きい東ローマ帝国・ロシアにおける歴史的経緯につき詳述する。

### 東ローマ帝国
実際の東ローマ帝国の歴史的経緯においては、ビザンティン・ハーモニーが崩れて皇帝とコンスタンディヌーポリ総主教が対立する事もしばしばあった。これを正教会は、一人の人間において、体が欲しているが心が欲していない場面、心が欲しているが体が欲していない場面といった葛藤があるのと同様に、国家においても体と心が葛藤する場合があると説明する。
全地公会議は、政治的動機から異端に対する妥協を模索する皇帝と、伝統を守ろうとする教会の対立といった、教義上の葛藤を解決する手段の一つとしての面も有すると理解されている。
皇帝と総主教が対立した局面においても、東ローマ帝国の国家と教会の関係についてしばしば言及される「皇帝教皇主義」は皇帝が総主教の上に立つものとして理解されるが、これは実態に即していない上に誤解を招きかねない、そもそも近代に生み出された術語である。
皇帝と総主教が対立した際にも、例えば皇帝レオーン6世の再婚が問題となった時にコンスタンディヌーポリ総主教がアギア・ソフィア大聖堂への皇帝の立ち入りを禁じた事例にみられるように、常に皇帝が教会に対して絶対的な権力を行使できたわけではない。
また、正教会における教義は全て公会議で確認され、総主教でさえも公会議の決定に従わなくてはならない。まして東ローマ帝国の皇帝といえども教会による公会議の決議なしに教義を定めたり変更したりする事など出来なかったのであり、カトリック教会において教義決定を行うローマ教皇を越えるような態様をとる権力を、東ローマ帝国皇帝は正教会に対して行使し得る筈も無かった。代表的な事例として、イコン禁止政策を徹底しようとした帝権の目論見が、教会の抵抗によって失敗に終わった8世紀から9世紀前半にかけての顛末が挙げられる。

### ロシア

#### リューリク朝～ロマノフ朝時代
ロシア正教会では5508年に人祖アダムが誕生したとヘブライ語の聖書を計算してされている。ロシアの正教会においてモスクワ総主教が立てられたのは1589年になってからであるが、総主教制が行われる以前のルーシ、ロシアにおいても、概ね教会と国家の関係についての理解は東ローマ帝国と同様のビザンティン・ハーモニーに則っていた。ルーシ、ロシアにおける教会法（ノモカノン）は東ローマ帝国・ギリシャから導入されていた。
しかしこうしたビザンティン・ハーモニーが決定的に崩れる萌芽が、モスクワ総主教フィラレートが国政に携わる頃から現れ始めていた。その背景には所有派と非所有派の対立問題があり、教会の主導権を握った所有派が皇帝に接近し過ぎていた事情があった。皇帝が教会を掣肘しようとしたときに、教会側が抵抗しにくい素地が形成されていた。
1721年、ピョートル1世はロシア正教会の首座主教たるモスクワ総主教を廃止し、聖務会院という世俗の国家機構の下にロシア正教会を位置づけた。これは英国国教会と、ドイツのプロテスタンティズムが領邦君主のもとで教会を制する手法をピョートルが学び取った結果であった。
ビザンティン・ハーモニーを根本から否定するかかる西欧化政策は、併せて同時期に行われた教会の他面における西欧化の施策と合わせて正教会では否定されており、ピョートル1世に対する正教会側からの評価が著しく低いものとなる所以となっている。

#### ソ連時代
ロシア革命後、無神論を是とするソビエト連邦が正教会を含む宗教に徹底的な弾圧を行うようになると、国家と教会の関係についてロシア正教会は苦悩する事となった。
正教会の理念は、どのような国家体制もこの世のものをこの世のものとして基本的に受け入れるものであり、キリスト教国教化以前のローマ帝国時代も、（オスマン帝国末期には民族独立運動に加わった神品 (正教会の聖職)も居たためそれほど様相は単純ではないが）オスマン帝国支配下のバルカン半島でも、そのような姿勢を長年取り続けたのが正教会の基本的姿勢であった。
しかし、大多数の聖堂の破壊（例：救世主ハリストス大聖堂の爆破）、多数の修道院の閉鎖および破壊、大規模な信徒・神品の虐殺など、想像を絶する共産主義政府による弾圧の有様に、初期には白軍への協力者が、のちには亡命者がロシア正教会の聖職者・信徒からも出るようになった。決して口外してはならないはずの痛悔（告解）を政府に連絡する聖職者も現れ、聖俗の癒着が激しくなった。ロシア革命後のソ連時代においては、教会が単純に国家体制を受け入れるというのは難しい状態となっていた。
第二次世界大戦時におけるナチス・ドイツの侵攻に際して教会に協力を求めてソ連政府が態度を軟化させて以降、ロシア正教会は生き残りをかけて、無神論を掲げるソ連と複雑な共存関係を模索して政府と交渉に当たらざるを得ず、ビザンティン・ハーモニーも複雑な形態をとらざるを得なくなった。
アレクサンドル・ソルジェニーツィンの政治に関する提言には、ビザンティン・ハーモニーの理念が含まれている。

#### ソ連崩壊後
ソビエト連邦の崩壊後の現代ロシアにおいては、信教の自由が認められ国家と正教会の関係は概ね良好であるが、こうした状況下でロシア連邦（国家）とロシア正教会（教会）の関係が論じられる際に、シンフォニヤ（ロシア語: Симфония、ビザンティン・ハーモニー）の概念が論点の一つとなる事がある。